# Museo Numismático Aruba
Koordinaten: 12° 31′ 15,4″ N, 70° 2′ 23,6″ W

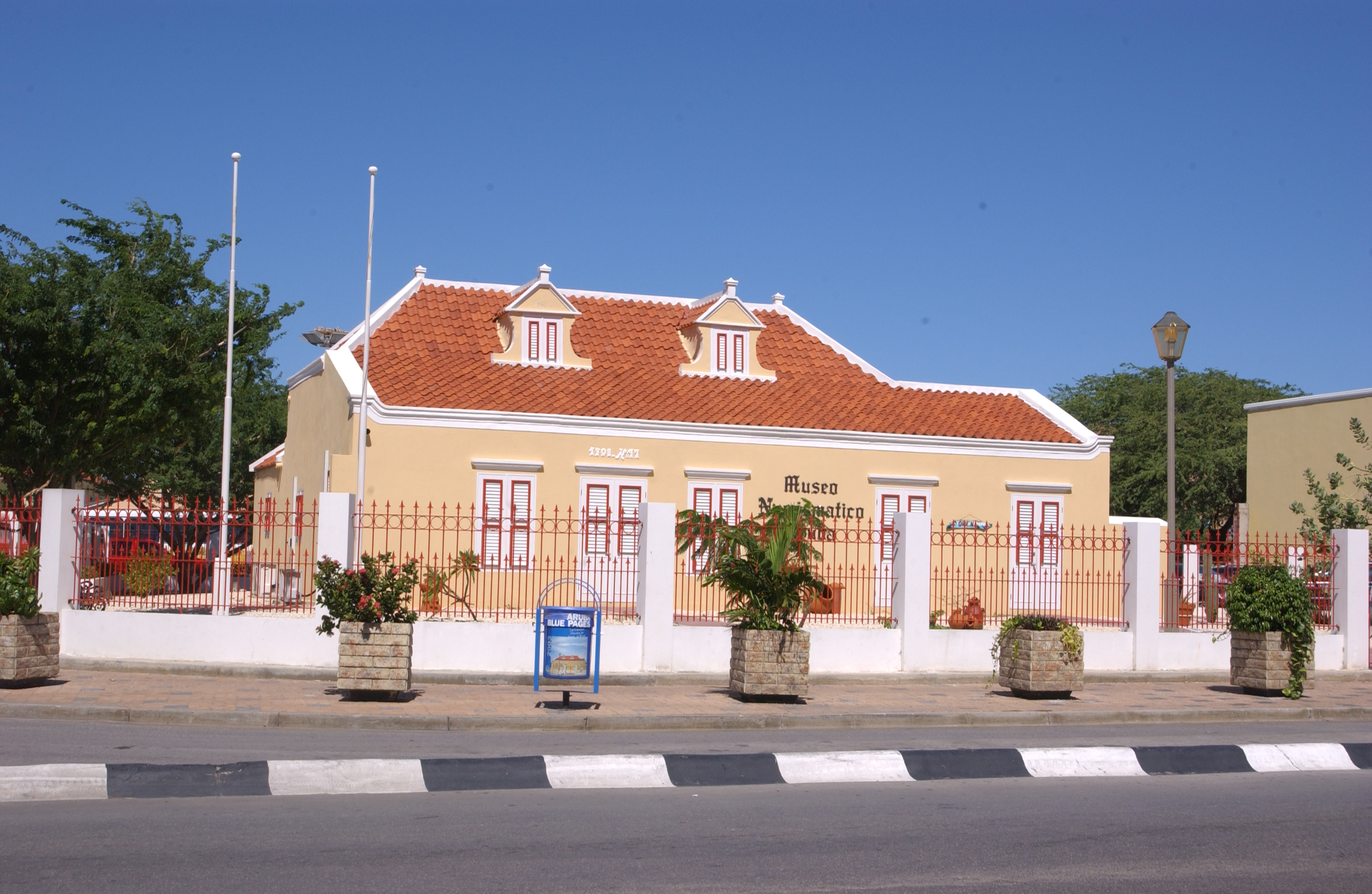

Das Museo Numismático Aruba war ein Museum, das sich mit Numismatik beschäftigte. Es befand sich auf der Karibikinsel Aruba in Oranjestad.

## Geschichte
Das aus dem Privatbesitz des Sammlers J. Mario Odor hervorgegangene Museum mit einer Sammlung von mehr 35.000 Münzen aus 400 Ländern wurde im November 1981 eröffnet. Die Skulpturen Don Quichotes und Sancho Pansas säumen seinen Eingang.

## Sammlung
Das Museum umfasste die umfangreichste numismatische Sammlung Mittelamerikas und der Karibik, darüber hinaus bot es einen Blick auf Münzen des Römischen Reiches, des Antiken Griechenland, chinesischer Dynastien, Indiens, Ägyptens sowie des Byzantinischen Reiches.
Für Liebhaber Lateinamerikas bot die Sammlung eine umfangreiche Dokumentation der Münzgeschichte der alten Welt bis zum Reich Peter I. von Brasilien, der argentinischen Konföderation in Spanisch-Mexiko, der Kolonialzeit Boliviens, der Republik Granada und des venezolanischen Guayana.
Ein besonderer Raum war der Besatzungszeit in Japan, den NS-Konzentrationslagern und der Operation Wüstensturm gewidmet.

## Schließung
Nach dem Tod des Gründers am 25. Februar 2001 führten seine Ehefrau und seine Tochter das Museum zunächst weiter. Später wurde das Museum geschlossen. Die Sammlung wurde verkauft.